# 鳥取縣立米子東高等學校
鳥取縣立米子東高等學校是位於日本鳥取縣米子市的公立高等學校。

## 歷史
米子東高校的歷史可追溯至1899年成立的舊制中學校「鳥取縣第二中學校」，此後在1901年和1909年先後更名為「鳥取縣立第二中學校」和「鳥取縣立米子中學校」；1948年配合日本的學制改革更名為「鳥取縣立米子第一高等學校」，1949年與米子實業高等學校、法勝寺實業高等學校整併後成為「鳥取縣立米子東高等學校」。
不過原屬米子實業高等學校、法勝寺實業高等學校的校舍在1953年又另外分出設立為鳥取縣立米子南高等學校，其中的法勝寺校舍後來被分出最後在1973年整併至鳥取縣立米子高等學校，而在1952年設立的家庭學科則是在1953年改劃入鳥取縣立米子西高等學校。
在1960年曾設置供高等學校畢業生繼續進修的專攻科，不過已在2013年停止招生。